# Comuna Bor
Bor este o comună urbană localizată în partea de vest a Serbiei, în Districtul Bor. Aceasta cuprinde orașul Bor și 13 sate.

## Localități componente
- Bor
- Brestovac (Brestovăț)
- Bučje (Bucea)
- Gorneana
- Donja Bela Reka
- Zlot
- Krivelj
- Luka (Luchia)
- Metovnica
- Oštrelj
- Slatina (Slacina)
- Tanda
- Topla
- Šarbanovac (Șarbanovaț)